# Sloan Du Ross
Sloan Du Ross (ur. 23 października 1976 w Hanover) – amerykański wioślarz, reprezentant Stanów Zjednoczonych w wioślarskiej czwórce podwójnej podczas Letnich Igrzysk Olimpijskich w Atenach.

## Osiągnięcia
- Mistrzostwa Świata – Sewilla 2002 – czwórka podwójna – 10. miejsce[1].
- Igrzyska Olimpijskie – Ateny 2004 – czwórka podwójna – 11. miejsce[1].
- Mistrzostwa Świata – Gifu 2005 – dwójka podwójna – 10. miejsce[1].
- Mistrzostwa Świata – Eton 2006 – czwórka podwójna – 8. miejsce[1].
- Mistrzostwa Świata – Monachium 2007 – czwórka podwójna – 9. miejsce[1].